# Blindtryck
Blindtryck innebär tryckning utan färg, men pressat med så stor kraft mellan stämplar (patris och matris) att det som ska motta trycket blir varaktigt deformerat, och den tryckta bilden eller texten etc framstår i relief.
Tekniken kan exempelvis tillämpas för ett monogram på ett korrespondenskort eller inom bokbinderi för att dekorera pärmens utsida.